# Manuel Belgrano
Manuel Belgrano, nome completo Manuel José Joaquín del Sagrado Corazón de Jesús Belgrano y Peri (Buenos Aires, 3 giugno 1770 – Buenos Aires, 20 giugno 1820), è stato un economista, politico e generale argentino di origini italiane.
Partecipò alla difesa di Buenos Aires durante le invasioni britanniche, alla Rivoluzione di maggio, alla guerra d'indipendenza argentina e, solo marginalmente, alle guerre civili argentine. Fu il creatore della bandiera dell'Argentina.
Belgrano fu un illustre rappresentante della popolazione creola di Buenos Aires e uno dei protagonisti dell'emancipazione dalla Corona di Spagna del territorio che in seguito si sarebbe chiamato Argentina. Figlio di Domenico Belgrano, commerciante originario di Oneglia (Repubblica di Genova), entrò in contatto con le idee dell'illuminismo durante i suoi studi in Spagna all'epoca della Rivoluzione francese. Al ritorno in America cercò di introdurvi nuovi ideali politici ed economici, ma trovò numerose resistenze da parte dell'amministrazione coloniale; questa situazione lo spinse a desiderare una maggiore autonomia del suo territorio d'appartenenza rispetto alla monarchia spagnola. Dopo avere inizialmente promosso senza successo le aspirazioni di Carlotta Gioacchina sul Vicereame durante la prigionia di Ferdinando VII, fu protagonista della Rivoluzione di Maggio, che rimosse dal potere il viceré Baltasar Hidalgo de Cisneros il 25 maggio 1810. Fu in seguito eletto membro del governo che si instaurò a Buenos Aires dopo la rivoluzione, la Prima Giunta.
Come delegato della Giunta condusse la campagna militare dell'esercito rivoluzionario in Paraguay, dove fu sconfitto dal governatore Bernardo de Velasco, ma dove tuttavia diede il via alla catena di eventi che portarono all'indipendenza del Paese. Nel 1812 creò la bandiera dell'Argentina nell'attuale città di Rosario e comandò l'esercito che sconfisse gli spagnoli nelle battaglie di Tucumán e di Salta. La sua spedizione militare in Alto Perù fallì in seguito alle sconfitte di Vilcapugio e di Ayohuma, che portarono il Secondo Triumvirato a sostituirlo con José de San Martín.
Belgrano partì in seguito per l'Europa in missione diplomatica con Bernardino Rivadavia, allo scopo di trovare appoggi alla causa rivoluzionaria. Riuscì a tornare in tempo per prendere parte al Congresso di Tucumán, che nel 1816 dichiarò l'indipendenza delle Province Unite del Río de la Plata. Fu in seguito nuovamente nominato al comando dell'Esercito del Nord, ma la sua missione si limitò a difendere San Miguel de Tucumán dalle incursioni realiste, mentre San Martín si apprestava a scavalcare la Ande con un nuovo esercito. Belgrano morì di edema a Buenos Aires il 20 giugno 1820. Alla sua morte il poeta argentino Juan Cruz Varela gli dedicò un'elegia.

## Biografia

### Nascita e studi

Stemma della famiglia Belgrano

Manuel Belgrano nacque a Buenos Aires il 3 giugno 1770 nella casa paterna, in quella che in seguito è stata chiamata Avenida Belgrano, a poca distanza dal convento domenicano della città, e fu battezzato il giorno successivo nella cattedrale metropolitana.
Il padre, Domenico, era di origine italiana, nativo di Oneglia, dalla famiglia originaria del paese limitrofo Costa d'Oneglia e aveva ispanizzato il suo secondo cognome, Peri, in Pérez; era un commerciante autorizzato dal re di Spagna a trasferirsi in America ed era arrivato a Buenos Aires nel 1754. La madre di Belgrano era María Josefa González Casero, nata a Buenos Aires da una famiglia proveniente da Santiago del Estero.
Il successo negli affari permise a Domingo Belgrano y Peri di mandare i figli Francisco e Manuel a studiare in Europa. Manuel, che aveva precedentemente frequentato il Real Colegio de San Carlos, studiò diritto tra il 1786 e il 1793 nelle università spagnole di Salamanca e di Valladolid, laureandosi a 18 anni e specializzandosi in particolar modo nel campo dell'economia politica. Il prestigio guadagnato nei suoi studi permise a Belgrano di ottenere dal papa Pio VI un'autorizzazione alla lettura di opere messe all'indice; in questo modo poté conoscere le idee di Montesquieu, Rousseau e Filangieri, oltre che le tesi fisiocratiche di Quesnay. Lesse inoltre gli scrittori illuministi spagnoli Jovellanos e Campomanes.
Più tardi, dopo il suo ritorno in America, forse attraverso suo cugino Juan José Castelli si interessò al pensiero di Francisco Suárez, secondo il quale il potere dei governi è conferito da Dio per mezzo della popolazione. Gli avvenimenti della Rivoluzione francese del 1789 influirono su di lui a tal punto da fargli adottare gli ideali liberali della fine del XVIII secolo.
Belgrano frequentò l'élite intellettuale spagnola, all'interno della quale le discussioni riguardanti il diritto divino dei re, il principio di uguaglianza di fronte alla legge e l'applicazione universale della Dichiarazione dei diritti dell'uomo e del cittadino erano all'ordine del giorno. In questi circoli si considerava necessario rifondare la nazione su tali principi e si consideravano tiranni e retrogradi coloro che non la pensavano allo stesso modo. Si dedicò anche allo studio delle lingue, dell'economia e del diritto pubblico, focalizzando il suo interesse sui temi dei beni pubblici e della ricerca del progresso.

### Il Consolato di Commercio
Belgrano fu nominato Segretario “Perpetuo” del Consolato di Commercio di Buenos Aires il 2 giugno 1794, e pochi mesi dopo tornò a Buenos Aires; svolse questo ruolo fino a poco prima della Rivoluzione di Maggio del 1810. In questa funzione si occupò dell'amministrazione della giustizia nelle dispute commerciali e dello sviluppo di agricoltura, industria e commercio. Non avendo libertà per attuare grandi riforme in altre aree dell'economia concentrò gran parte dei suoi sforzi nel promuovere l'educazione. In Europa, il suo maestro Campomanes gli aveva insegnato che la vera ricchezza di un popolo è la sua intelligenza, e che lo sviluppo dell'educazione era la base per l'industrializzazione di un territorio.

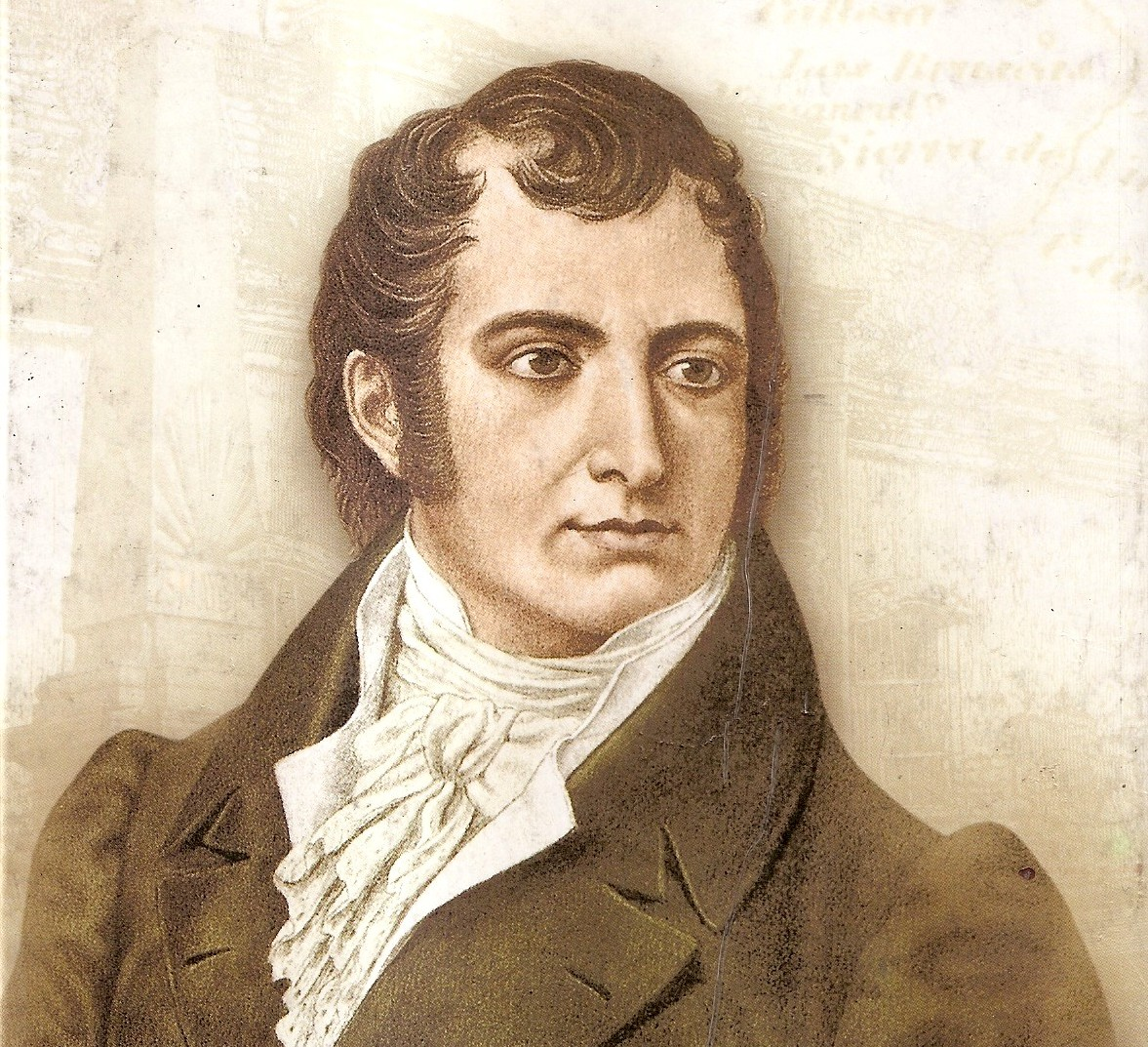
Juan José Castelli condivise con il cugino Manuel Belgrano il lavoro al Consolato e quello di giornalista.

Durante la sua gestione si trovò in conflitto quasi perenne con gli altri membri del Consolato, tutti grandi commercianti con interessi negli scambi in regime di monopolio con la Casa di Contrattazione delle Indie di Cadice. Nel corso degli anni presentò numerosi rapporti con proposte legate al libero scambio che, in generale, furono respinte dai consiglieri. Belgrano sosteneva allora che “il commerciante deve avere la libertà di comprare dove più gli convenga, ed è naturale che lo faccia dove gli si proponga il costo più basso per poter ricavare più utili”.
Ottenne tuttavia importanti successi, come la fondazione della Scuola Nautica (Escuela de Náutica) e dell'Accademia di Geometria e Disegno (Academia de Geometría y Dibujo). Belgrano, attraverso il Consolato, si spese anche per la fondazione della Scuola di Commercio (Escuela de Comercio). L'impulso alla fondazione della scuola di commercio derivava dalla sua convinzione del fatto che la formazione fosse necessaria affinché i commercianti operassero in funzione della crescita dell'intero territorio. La scuola nautica e quella di disegno erano state create per offrire ai giovani l'opportunità di intraprendere una professione onorevole e lucrativa; queste ultime erano ubicate in uno stesso edificio contiguo al Consolato, in modo da permettere a Belgrano di seguirne e ispezionarne lo sviluppo. Queste scuole furono chiuse tre anni dopo per ordine della Corona spagnola, che le considerava un lusso eccessivo per una colonia.
La sua iniziativa aiutò la pubblicazione del primo periodico di Buenos Aires, il Telégrafo Mercantil, diretto da Francisco Cabello y Mesa, al quale collaborò lui stesso; il periodico cessò le sue pubblicazioni nell'ottobre del 1802, dopo aver raggiunto una tiratura di duecento copie, a seguito di vari problemi insorti con le autorità coloniali, che vedevano in modo sfavorevole le timide critiche lì espresse e lo stile disinvolto delle satire e delle critiche di costume. Collaborò anche al Semanario de Agricultura, Industria y Comercio, diretto da Hipólito Vieytes. In questo giornale spiegò le sue idee economiche: promuovere l'industria per esportare manufatti, importare materie prime per la loro lavorazione evitando di introdurre ciò che poteva essere prodotto nel Paese e beni di lusso, importare solo beni imprescindibili e possedere una marina mercantile.
Già in quel periodo Belgrano era afflitto da una malattia contratta in Europa, che lo obbligò a prendere licenze per alcuni mesi dal Consolato, raccomandando come suo sostituto alla Corte il cugino Juan José Castelli, che possedeva idee simili alle sue.

### Le invasioni britanniche
Belgrano fu nominato capitano delle milizie urbane di Buenos Aires nel 1797 dal viceré Pedro Melo. Lavorava allora per il Consolato, e non aveva un genuino interesse ad intraprendere la carriera militare; nella sua autobiografia disse di aver accettato l'incarico solo per avere un abito in più da indossare.
Il viceré Sobremonte lo incaricò di formare una milizia in previsione di un attacco britannico, ma non prese seriamente l'incarico. Ciò portò alla sua prima partecipazione ad un conflitto armato, quando il 25 giugno 1806 sbarcò una spedizione di 1600 soldati britannici al comando di William Carr Beresford, che diede inizio alle invasioni britanniche. Appena fu lanciato l'allarme generale Belgrano marciò verso il Forte di Buenos Aires, dove radunò numerosi uomini per affrontare gli invasori; totalmente privo di rudimenti militari, si incamminò in seguito verso il Río Matanza. Dopo un solo colpo di cannone inglese dovette obbedire al suo diretto superiore e ordinare la ritirata. Dopo aver occupato la città, i britannici pretesero che tutte le autorità prestassero giuramento di lealtà. L'intero Consolato si piegò alle richieste inglesi, ad eccezione di Belgrano, che dichiarò di volere “l'antico padrone o nessuno”. Si esiliò da Buenos Aires e riparò nella Banda Oriental.
I britannici furono espulsi da una spedizione guidata da Santiago de Liniers, anche se si continuò ad aspettarsi un nuovo attacco contro la città. Belgrano tornò dopo la riconquista per unirsi alle forze di Liniers; fu nominato ufficiale del Regimiento de Patricios, sotto gli ordini di Cornelio Saavedra, e approfondì i suoi studi di tattica militare. Dopo una serie di diverbi con altri ufficiali Belgrano rinunciò all'incarico e si pose agli ordini diretti di Liniers; durante il combattimento che ebbe luogo poco dopo servì come aiutante di campo in una delle divisioni dell'esercito a capo del colonnello Balviani. In seguito alla vittoriosa resistenza di Buenos Aires tornò a farsi carico del Consolato ed abbandonò nuovamente gli studi militari.

### Il carlottismo

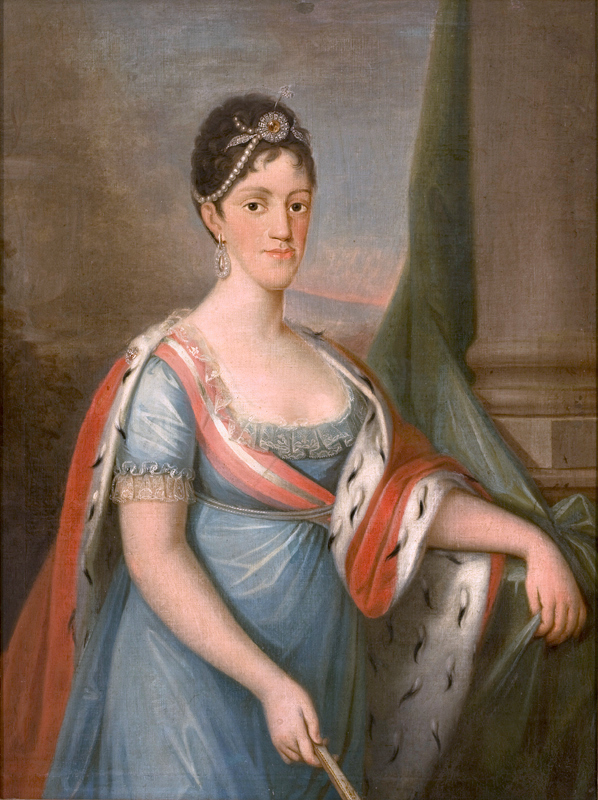
Ritratto di Carlotta Gioacchina.

Belgrano fu il fondatore nel Río de la Plata del movimento politico chiamato “carlottismo”. All'arrivo delle notizie dell'occupazione della Spagna da parte dell'esercito francese e della prigionia del re Ferdinando VII sperò di poter sostituire il monarca, almeno per il Vicereame del Río de la Plata, con Carlotta Gioacchina, sorella del re deposto, residente all'epoca a Rio de Janeiro. La sua idea era quella di ottenere maggiore autonomia, e magari l'indipendenza, attraverso la figura delľinfanta. Belgrano mantenne con lei frequente corrispondenza e convinse ad unirsi al suo movimento numerosi indipendentisti, tra i quali Castelli, Vieytes, Nicolás Rodríguez Peña, Juan José Paso, Miguel Mariano de Villegas e, per un breve periodo, lo stesso Saavedra.
Il movimento politico però dovette scontrarsi con la realtà: la infanta era la sposa del reggente e principe ereditario del Portogallo, che in tal modo avrebbe esteso le sue colonie, inglobando il Vicereame. Inoltre le idee politiche di Carlotta erano assolutiste e non avrebbe mai permesso che sotto la sua corona si installasse qualche forma di autonomia. Il partito “carlottista” riuscì ad ottenere molta influenza, ma non arrivò mai a creare pericolo per le istituzioni del Vicereame; all'inizio del 1810 il movimento politico era fallito, anche se il circolo di Belgrano continuò a funzionare come centro di cospirazioni indipendentiste.
Convinse il nuovo viceré, Baltasar Hidalgo de Cisneros, a dare il permesso all'edizione di un altro periodico, il Correo de Comercio, e con la scusa di discuterne la redazione promosse riunioni nelle quali si pianificavano le azioni del suo gruppo politico. Appoggiò l'apertura al commercio internazionale del porto di Buenos Aires, accordata da Cisneros, pressato anche dalla pubblicazione della Representación de los Hacendados, rapporto scritto da Mariano Moreno ma ispirato dalle idee dello stesso Belgrano. Belgrano diede le sue dimissioni dal Consolato il 14 aprile 1810,, un mese prima della rivoluzione.

### La Prima Giunta di governo
All'inizio di maggio del 1810 fu uno dei protagonisti dell'insurrezione che si trasformò nella Rivoluzione di Maggio. Con Castelli riuscì ad intercettare, il 17 maggio, uno dei giornali portati da una fregata britannica che riportavano la notizia della dissoluzione, in Spagna, della “Giunta di Siviglia”, che aveva preso la reggenza dell'Impero a seguito della cattura di Ferdinando VII; quattro giorni dopo, il suo rifiuto a collaborare con il cabildo cittadino fece sollevare la piazza contro quest'ultimo. Durante lo svolgimento dell'assemblea (cabildo abierto) che votò la deposizione del viceré, Belgrano rimase in piedi accanto alla finestra, pronto ad agitare un panno bianco per chiamare all'azione la folla nel caso che la riunione avesse preso un corso contrario alla rivoluzione.
Il 25 maggio fu eletto membro della Prima Giunta, organo di governo che aveva sostituito l'autorità del viceré, insieme ad altri due “carlottisti”, Castelli e Paso. All'interno di questa nuova istituzione Mariano Moreno, eletto segretario su indicazione di Belgrano, divenne presto la figura di riferimento della parte più radicale delle istanze rivoluzionarie, che voleva una completa indipendenza dell'ex vicereame e prendeva spunto dall'esempio della Rivoluzione francese. Questo gruppo si scontrò presto con quello più moderato capeggiato da Cornelio Saavedra, per il quale era necessario cercare accordi con la stessa Spagna allo scopo di dare vita ad un governo più conservatore a Buenos Aires. Lo scontro si concluse a dicembre con la sconfitta di Moreno.

### La campagna militare in Paraguay
Pur non essendo un militare di professione, tre mesi dopo la creazione della Prima Giunta, fu designato al comando dell'esercito inviato contro il Governatorato del Paraguay; il governo rivoluzionario aveva ricevuto informazioni della presenza nella zona di forti spinte rivoluzionarie, di modo che un esiguo corpo di spedizione avrebbe potuto facilmente prendere il controllo del territorio. Il 24 luglio 1810, ad Asunción, un'assemblea aveva invece riconosciuto la sovranità del Consiglio di Reggenza sorto a Cadice ed aveva rigettato la richiesta di adesione al nuovo governo sorto a Buenos Aires, pur comunicando ad esso fraterna amicizia.

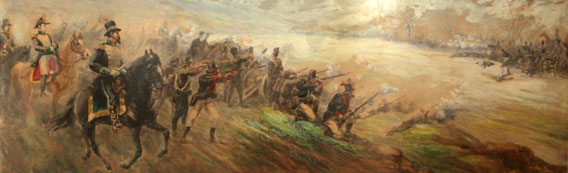
La battaglia di Tacuarí.

Belgrano marciò verso nord al comando di circa duecento uomini, contando di ingrossare le file del suo esercito nei pressi delle sponde del Paraná; lo raggiunsero alcuni soldati dei reggimenti di Blandengues di San Nicolás e di Santa Fe, mentre la giunta di governo gli spedì come rinforzo altri duecento uomini. L'esercito fu ben accolto dalle popolazioni dei territori attraversati, che gli fornirono ulteriori uomini e mezzi. Alla fine il generale si trovò a condurre un migliaio di uomini, che organizzò in quattro divisioni, dotate di un pezzo d'artiglieria ciascuna; si impegnò quindi ad instaurare la disciplina all'interno di un esercito così disomogeneo.
A fine ottobre giunse a Curuzú Cuatiá, dove riorganizzò il villaggio, insieme a quello limitrofo di Mandisoví; il 4 dicembre giunse sulla riva meridionale del Paraná, di fronte all'isola di Apipé, dove lanciò un proclama alle popolazioni indigene, concedendo loro piena cittadinanza. In seguito mosse per Candelaria, da dove la notte tra il 18 e il 19 dicembre fece attraversare il fiume, largo in quel punto un chilometro, da una pattuglia di 12 uomini, che sorprese una guarnigione nemica; il successo dell'operazione lo convinse ad ordinare subito l'attraversamento del Paraná da parte delle sue truppe, che si radunarono sulla sponda opposta, nella radura di Campichuelo, e misero in fuga la guarnigione del governatore spagnolo Velasco.
Penetrando nel territorio paraguaiano, il generale giunse di fronte all'esercito realista il 19 gennaio 1811 nei pressi di Paraguarí, e nonostante si trovasse in vistosa inferiorità numerica ordinò ugualmente l'attacco, confidando nel morale dei suoi soldati. Dopo una prima fase a favore dell'esercito patriota la battaglia di Paraguarí si risolse in una sconfitta per Belgrano, che fu costretto dai suoi ufficiali a ritirarsi subendo la perdita di 10 morti e 120 soldati fatti prigionieri.
Ritiratosi in direzione del Paraná, il generale fu nuovamente attaccato dal generale realista Cabañas il 9 marzo. Sovrastato nel numero dal nemico, Belgrano rifiutò la resa incondizionata e, dopo aver riorganizzato le sue truppe in fuga, lanciò un debole contrattacco; la battaglia di Tacuarí si concluse con un armistizio accettato dalle due parti, per mezzo del quale l'esercito invasore si impegnava a lasciare immediatamente il governatorato.
La campagna militare del Paraguay si risolse in una dura sconfitta per Belgrano; tuttavia, l'indomani del conflitto, alcuni ufficiali realisti che avevano combattuto l'invasione dell'esercito patriota destituirono Velasco e lo rimpiazzarono con una nuova giunta di governo, dichiarando l'indipendenza dalla Spagna. Sotto il potere di José Gaspar Rodríguez de Francia, in seguito, il Paraguay ruppe ogni legame con Buenos Aires e rimase molti anni isolato.

### La creazione della bandiera argentina

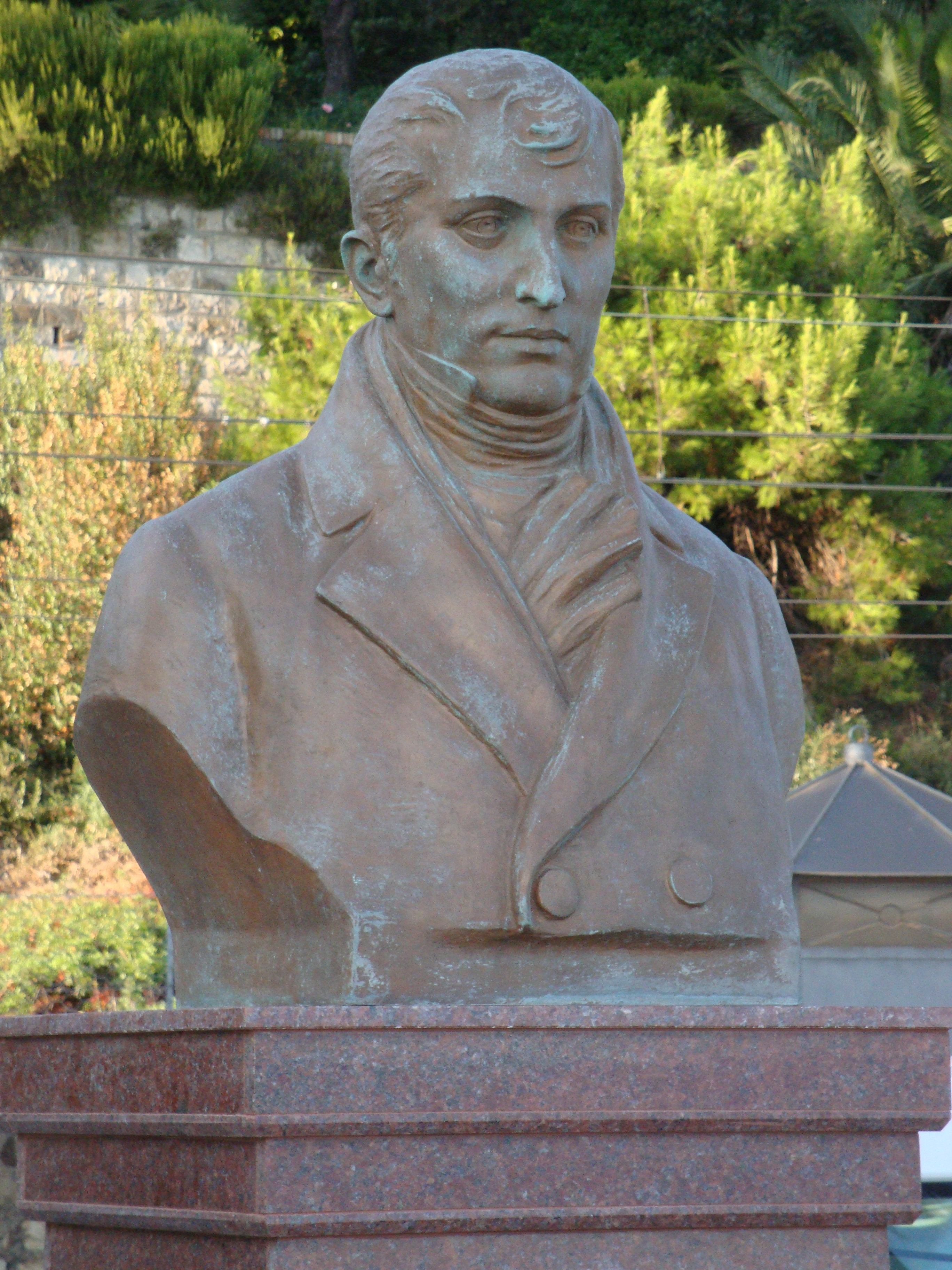
Busto bronzeo dedicato al generale a Imperia

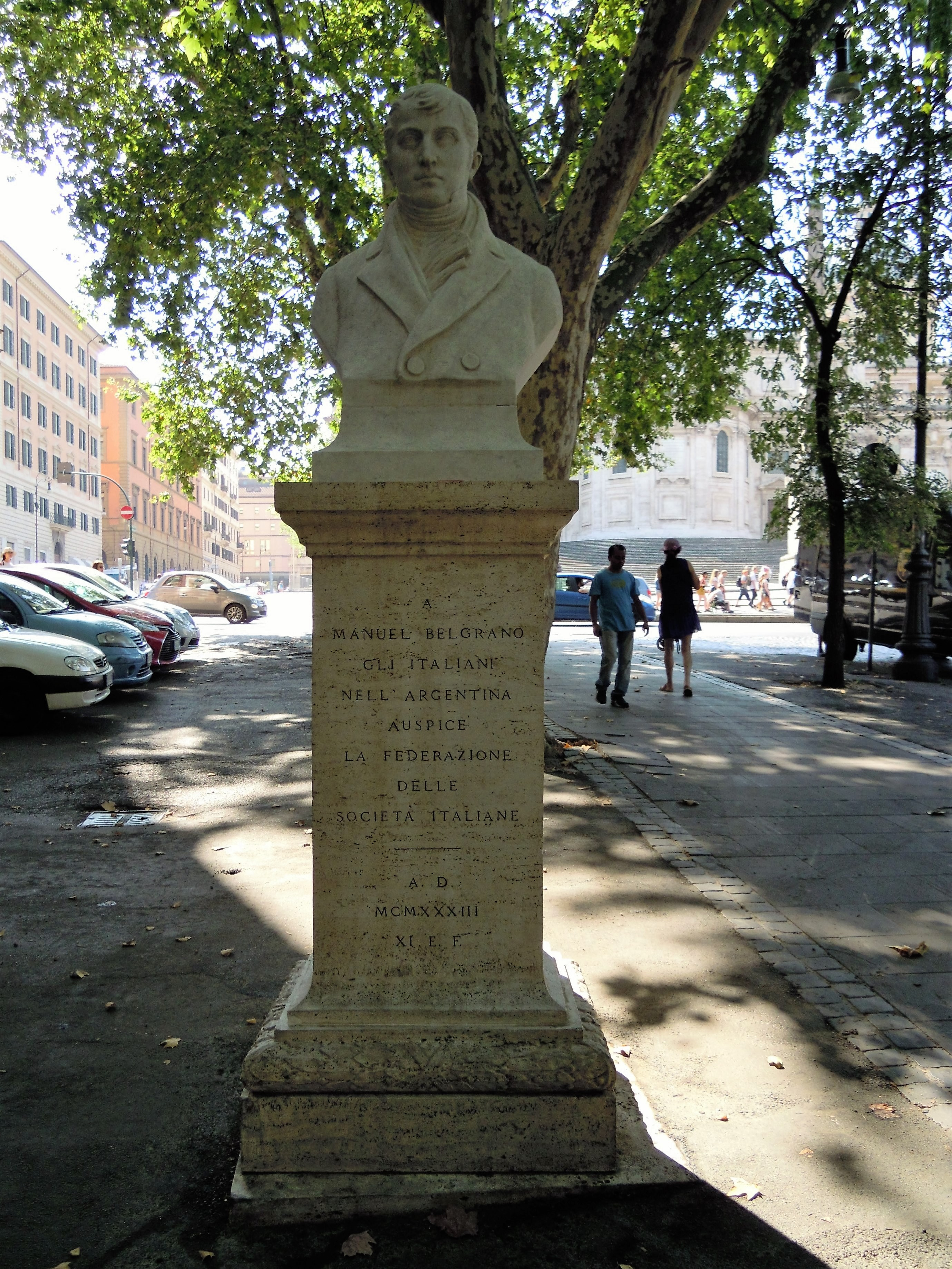
Busto di Belgrano in piazza dell'Esquilino a Roma

Dopo il fallimento della spedizione militare, Belgrano fu chiamato a comandare l'esercito incaricato di combattere i realisti nella Banda Oriental; in seguito fu però richiamato a Buenos Aires, dove fu istruito contro di lui un processo dal quale fu assolto, non essendosi trovati testimoni d'accusa nei suoi confronti. Nominato dal Primo Triumvirato comandante del Regimiento de Patricios in sostituzione di Saavedra, si trovò ad affrontare alla fine del 1811 una sollevazione del corpo militare, che fu soffocata nel sangue.
Il 10 febbraio 1812 arrivò a Rosario con il compito di organizzare la difesa della città in vista di un probabile attacco spagnolo attraverso il fiume Paraná. Tre giorni dopo propose ai diversi corpi militari presenti in città l'adozione di una coccarda bianca e azzurra, il cui uso fu presto autorizzato dal governo di Buenos Aires. Il 27 febbraio fece issare una bandiera con gli stessi colori durante la cerimonia di inaugurazione di due nuove batterie d'artiglieria, chiamate Libertad (“Libertà”) e Independencia (“Indipendenza”). L'adozione del nuovo vessillo fu duramente criticato dal segretario del Primo Triumvirato, Bernardino Rivadavia, che riteneva prematura una brusca accelerazione del processo di indipendenza.
Lo stesso giorno delle presentazione della bandiera, Belgrano fu nominato comandante dell'Esercito del Nord, appena sconfitto dai realisti a Huaqui. Al suo arrivo, il generale trovò un esercito allo sbando, con ufficiali demotivati, soldati infermi, mancanza di fondi e con la popolazione locale ostile.

### Tucumán e Salta
Appena preso possesso del nuovo incarico, Belgrano si dedicò alla riorganizzazione dei resti dell'esercito patriota; la scarsa capacità di combattimento delle sue truppe gli impedì di correre in difesa dei rivoluzionari di Cochabamba, che furono sconfitti dalle truppe realiste di José Manuel de Goyeneche.

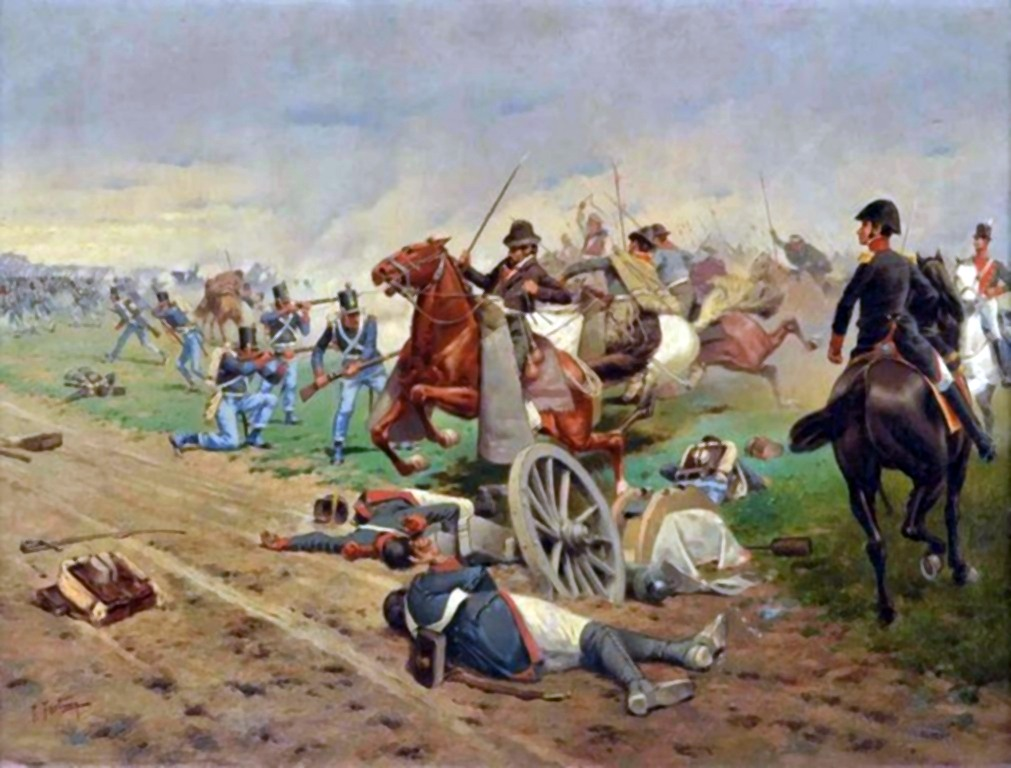
La battaglia di Tucumán, dipinto di Francisco Fortuny.

La riconquista di Cochabamba permise a Goyeneche di riprendere possesso dell'intero Alto Perù e di inviare una spedizione militare, guidata da Pío de Tristán, contro Belgrano. Di fronte all'avanzata realista, quest'ultimo dispose l'arretramento forzoso verso l'interno di tutta la popolazione e di tutti i beni di prima necessità dalle città di frontiera di San Salvador de Jujuy e di Salta, dando luogo all'episodio chiamato Éxodo Jujeño (“esodo da Jujuy”); in tal modo il generale lasciò terra bruciata all'esercito nemico, creandogli enormi problemi di approvvigionamento.
Gli ordini impartiti da Buenos Aires a Belgrano, accompagnati da esplicite minacce in caso di inadempienza, erano quelli di ritirarsi verso le province dell'interno e di non ingaggiare battaglia. Il generale decise invece di difendere la sua posizione a San Miguel de Tucumán nonostante le sue truppe fossero in inferiorità numerica; per una serie di circostanze fortunate, il 24 settembre 1812 la battaglia di Tucumán si risolse in una vittoria dell'esercito patriota, che respinse l'attacco realista.
La vittoria di Belgrano fu uno degli episodi che determinarono la caduta del governo di Buenos Aires e l'insediamento del Secondo Triumvirato; il nuovo governo gli fornì armi, munizioni e uomini che permisero all'esercito patriota di raggiungere i 3000 effettivi, con i quali il generale si apprestò a marciare verso nord. Il 13 febbraio 1813, sulle sponde del Río Pasaje, Belgrano fece giurare al suo esercito fedeltà all'Assemblea generale appena formatasi a Buenos Aires; per l'occasione si presentò nuovamente ai suoi soldati con una bandiera bianca e azzurra, la stessa inaugurata a Rosario e nascosta in seguito alle disposizioni del precedente governo.
Grazie ad una serie di brillanti soluzioni tattiche, il 20 febbraio 1813 Belgrano sconfisse nella battaglia di Salta le truppe di Tristán, asserragliatesi nella città; il generale concesse generosamente ai soldati realisti capitolati di prendere indisturbati la via per il nord previo giuramento di non riprendere le armi contro Buenos Aires.
Le battaglie di Tucumán e di Salta ebbero il merito di arrestare l'avanzata realista e tracciare i confini delle future Province Unite del Río de la Plata; anche se in seguito si verificarono diverse invasioni spagnole provenienti dall'Alto Perù, la campagna militare di Belgrano è generalmente considerata quella decisiva per l'indipendenza argentina.

### La campagna militare nell'Alto Perù
Dal giugno del 1813 Belgrano si stabilì a Potosí con un esercito di 2500 effettivi, pronto a preparare una serie di attacchi in Alto Perù. Il comandante delle forze realiste, Goyeneche, si era dimesso dopo essersi ritirato ad Oruro, venendo sostituito da Joaquín de la Pezuela. Belgrano amministrò la zona cercando di cambiare le pessime impressioni lasciate alla popolazione della zona dalla precedente spedizione militare di Juan José Castelli. Il piano del generale era quello di attaccare frontalmente i realisti, aiutato dagli eserciti allestiti nelle retrovie spagnole dai capi ribelli locali Baltazar Cárdenas e Cornelio Zelaya. La sconfitta di Cárdenas ad opera di una pattuglia realista fece cadere nelle mani degli spagnoli i dettagli dei piani di Belgrano, costringendoli ad anticipare le operazioni militari.

Belgrano fu sorpreso da Pezuela il 1º ottobre a Vilcapugio; dopo un iniziale andamento favorevole all'esercito patriota, il comandante realista riuscì a riorganizzare le sue truppe e lanciò una controffensiva vincente. Il generale subì nello scontro enormi perdite di uomini, armi ed equipaggiamento, e fu costretto a ritirarsi. Dopo aver ricevuto rinforzi, il 9 novembre Belgrano abbandonò il suo accampamento di Macha pronto per affrontare nuovamente Pezuela; Pezuela lo raggiunse nella pianura di Ayohuma quattro giorni dopo. La battaglia di Ayohuma, che ne seguì, fu aspramente combattuta il 14 novembre tra i due eserciti per tre ore, al termine delle quali il generale patriota, sconfitto, si ritirò con i soli 400 uomini rimasti a Potosí, da dove poi raggiunse in tutta fretta Jujuy.

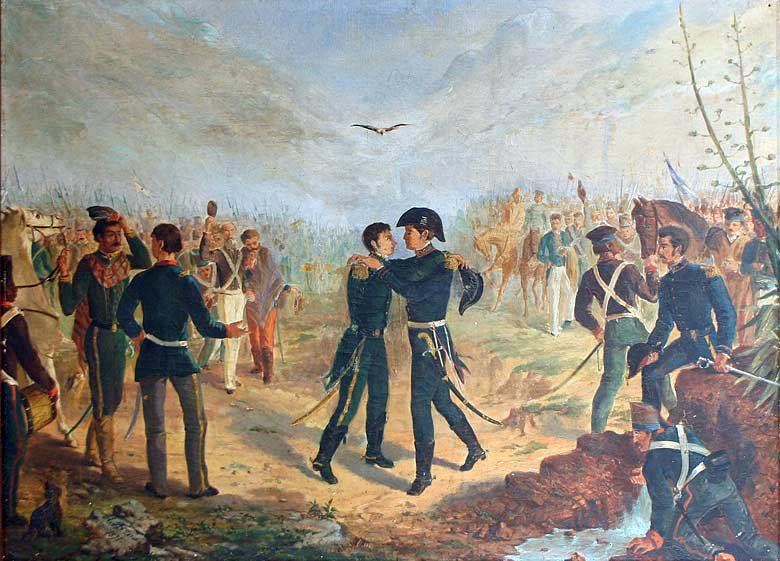
L'incontro a Yatasto tra Belgrano e San Martín.

Il Secondo Triumvirato reagì alla sconfitta affidando il comando dell'Esercito del Nord al colonnello José de San Martín, e retrocedendo Belgrano a suo secondo. Pressato dalla malattia di quest'ultimo, San Martín si recò velocemente ad incontrare il suo predecessore alla posta di Yatasto, vicino a Salta; Belgrano gli consegnò il comando e si pose alla testa del Regimiento de Patricios. Il Secondo Triumvirato, però, e dopo di esso il Direttore Supremo Posadas, gli intimarono di ritornare a Buenos Aires per sostenere un processo a seguito delle sconfitte di Vilcapugio e Ayohuma; dopo essersi personalmente opposto a tale ordine, nel marzo del 1814 acconsentì all'invio del generale a Córdoba. In seguito Belgrano si stabilì a Luján in attesa del processo, e in questo periodo scrisse la sua autobiografia. Presto le accuse caddero, e a suo carico non fu trovata alcuna imputazione; il nuovo governo, confidando nelle sue abilità diplomatiche, lo inviò in missione in Europa per trovare appoggi all'indipendenza delle Province Unite.

### La Dichiarazione di Indipendenza
Nel 1814 il re Ferdinando VII era tornato sul trono di Spagna, dando luogo al ritorno dell'assolutismo, che ebbe notevoli conseguenze anche nell'America del Sud. Belgrano e Rivadavia furono inviati in Europa per cercare supporto alla causa di Buenos Aires da parte di Regno Unito e Spagna; cercarono di proporre l'incoronazione del fratello di Carlo IV, il principe Francesco di Paola, come reggente delle Province Unite, ma quest'ultimo rifiutò di agire contro gli interessi della Corona di Spagna. La missione diplomatica fallì, ma Belgrano capì i cambiamenti politici avvenuti in Europa dalla sua precedente visita, con la perdita di consenso nei confronti dei governi repubblicani e il nuovo vigore acquistato dalle diverse forme monarchiche. Scoprì anche che le potenze europee provavano simpatia per le istanze di Buenos Aires, ma temevano che il territorio potesse cadere nell'anarchia.
Quando gli emissari tornarono nel Río de la Plata trovarono il territorio sull'orlo della guerra civile. Belgrano fu subito nominato dal Direttore Ignacio Álvarez Thomas a capo dell'esercito inviato a sedare la rivolta a Santa Fe; il suo secondo in campo Eustoquio Díaz Vélez, tuttavia, nel tentativo di evitare la guerra stipulò un patto con i ribelli che esautorò lo stesso Belgrano e provocò la caduta di Álvarez Thomas. Il nuovo Direttore Pueyrredón lo pose quindi nuovamente al comando dell'Esercito del Nord, con il consenso di San Martín, che apprezzava l'integrità morale e il carattere metodico di Belgrano, pur ammettendo le sue lacune nella conoscenza militare.
Belgrano intervenne al Congresso di Tucumán il 6 luglio 1816 per esporre i risultati della sua missione diplomatica in Europa. In quel tempo pensava che l'instaurazione di una monarchia costituzionale avrebbe potuto prevenire uno stato di anarchia che probabilmente non si sarebbe concluso con l'indipendenza dalla Spagna; un regime di questo tipo, inoltre, sarebbe stato più facilmente accettato dalle potenze europee. Alla fine propose una monarchia retta da un nobile Inca, che avrebbe potuto acquistare il consenso dalle popolazioni indigene e allo stesso tempo dare una riparazione allo sterminio di queste da parte della colonizzazione spagnola. La proposta fu appoggiata da San Martín, Güemes, dai deputati dell'Alto Perù e da quelli di altre province, ma fu rifiutata da Buenos Aires, che non avrebbe accettato di cedere potere a Cuzco. Il 9 luglio il Congresso firmò la DIchiarazione di Indipendenza delle Province Unite del Sudamerica dalla Spagna. La bandiera creata da Belgrano, che era stata usata fino ad allora senza una regolamentazione, fu scelta come bandiera nazionale.

In agosto Belgrano tornò al comando dell'Esercito del Nord, ma con uomini e risorse limitati. Gli fu ordinato di evitare ogni avanzata contro i realisti a nord e restare sulla difensiva a Tucumán; con Güemes, installatosi a Salta, fu incaricato di bloccare eventuali invasioni spagnole nella zona. Il Direttore Supremo Pueyrredón aveva deciso allora di appoggiare un piano alternativo, ideato da San Martín: creare un “Esercito delle Ande” nella regione di Cuyo e, dopo aver attraversato la Cordillera, sconfiggere i realisti in Cile, prendere possesso della flotta e con essa attaccare Lima.

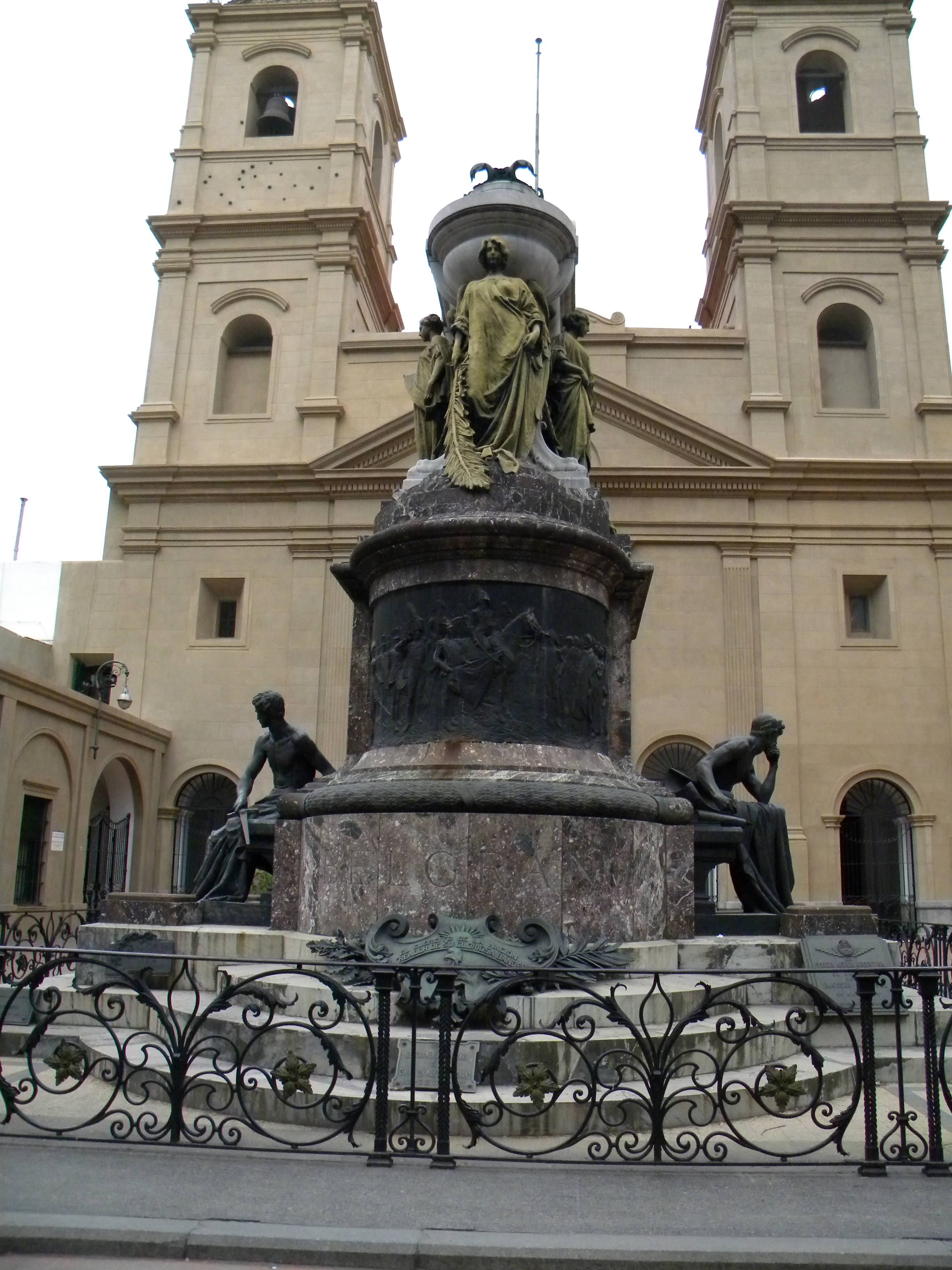
Il mausoleo del generale Belgrano a Buenos Aires, opera di Ettore Ximenes.

### La morte
Nel 1819 Buenos Aires si trovò in guerra con i caudillos regionali Estanislao López e José Gervasio Artigas, ed ordinò a San Martín e Belgrano di tornare con le loro truppe per prendere parte al conflitto. Il primo rifiutò di farlo, il secondo invece accettò. Durante la marcia le condizioni di salute di Belgrano continuarono a peggiorare, costringendolo a cedere il comando a Fernández de la Cruz e a tornare a Tucumán; durante la sua permanenza il governatore della provincia fu deposto, e il capo della sommossa, Abraham González, cercò di ridurre in catene il generale. In suo favore intervenne il medico personale, Josef Redhead, che convinse le autorità cittadine a commutare la detenzione in semplice prigionia a causa della salute di Belgrano; con l'arrivo al potere di Bernabé Araoz al generale fu permesso di partire per Buenos Aires.
Tornato nella casa dei genitori a Buenos Aires dopo che la battaglia di Cepeda aveva posto fine all'esperienza del Direttorio, Belgrano morì per edema il 20 giugno 1820, all'età di 50 anni. Dal momento che la guerra aveva consumato tutte le sue ricchezze, aveva pagato il medico con il proprio orologio, uno dei pochi beni rimastigli. Lo stesso giorno della sua morte fu chiamato “il giorno dei tre governatori”, ad indicare i rivolgimenti succedutisi nel governo della città; per questo motivo la sua morte passò praticamente inosservata, e la notizia fu pubblicata su un solo giornale, El Despertador Teofilantrópico, redatto dal frate francescano Francisco de Paula Castañeda.
In accordo con le sue ultime volontà il suo cadavere fu sepolto con l'abito dell'ordine domenicano e tumulato nel convento di San Domenico. L'anno successivo, in un contesto politico meno caotico, Bernardino Rivadavia organizzò per Belgrano solenni funerali di Stato. Il 4 settembre 1902, i suoi resti furono esumati e posti in un mausoleo a lui dedicato.
La Repubblica Argentina gli intitolò una biblioteca che, in un'ottica di scambio culturale con l'Italia e di rafforzamento dei legami con il paese di provenienza di quasi la metà della popolazione argentina,  donò nel 1925 alla Regia Università di Genova e che da questa fu depositata ad uso degli studiosi nella Biblioteca Universitaria di Genova

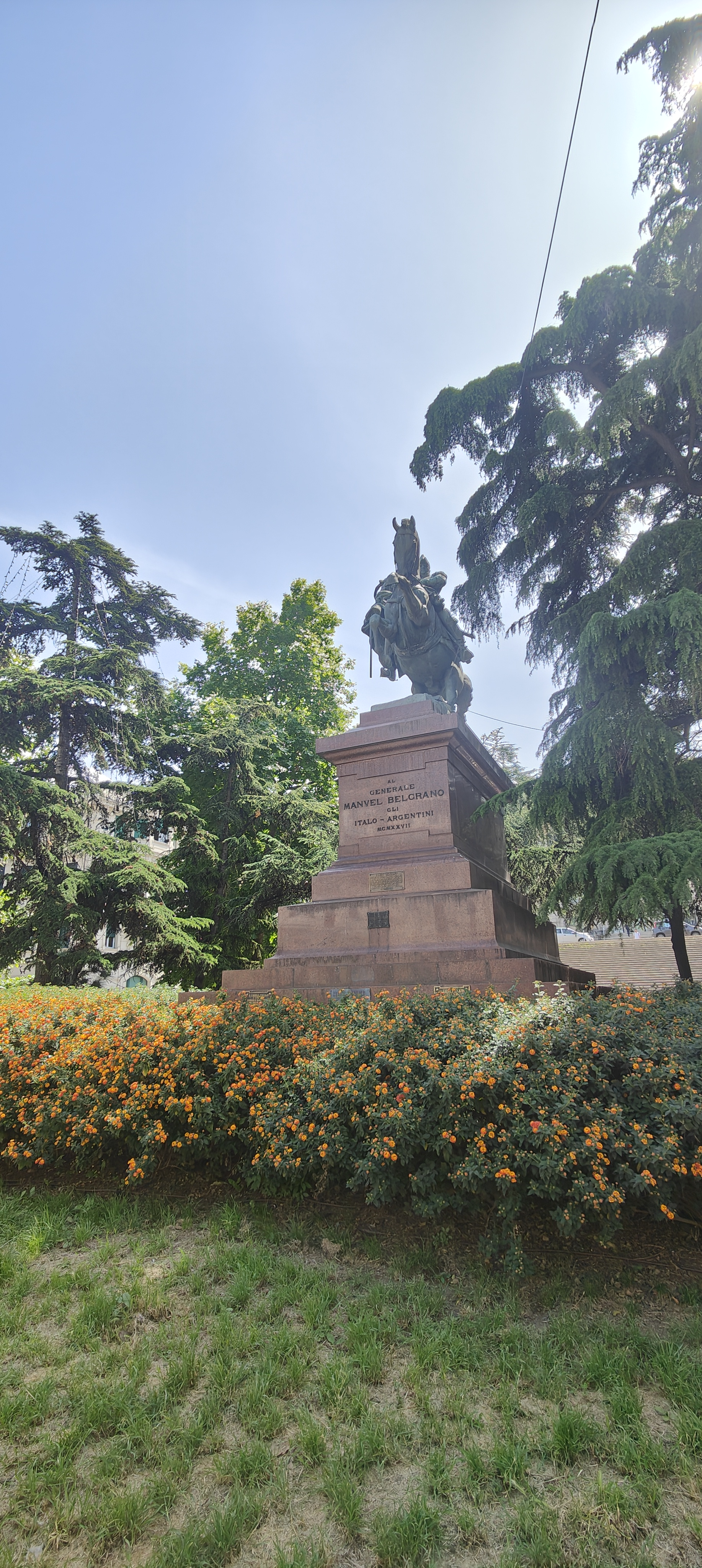
Monumento dedicato a Belgrano fatto erigere dagli italo-argentini nel 1927 (piazza Tommaseo Genova)

## Vita privata
Manuel Belgrano incontrò María Josefa Ezcurra all'età di 22 anni; il padre, Juan Ignacio Ezcurra, non approvava la relazione a causa della bancarotta di Domingo Belgrano, padre di Manuel. Juan Ignacio combinò il matrimonio della figlia con Juan Esteban Ezcurra, un lontano parente di Pamplona. Juan Esteban si oppose alla Rivoluzione di Maggio e tornò in Spagna, lasciando la moglie e la figlia a Buenos Aires, per cui quest'ultima tornò ad intrecciare una relazione con Manuel Belgrano.

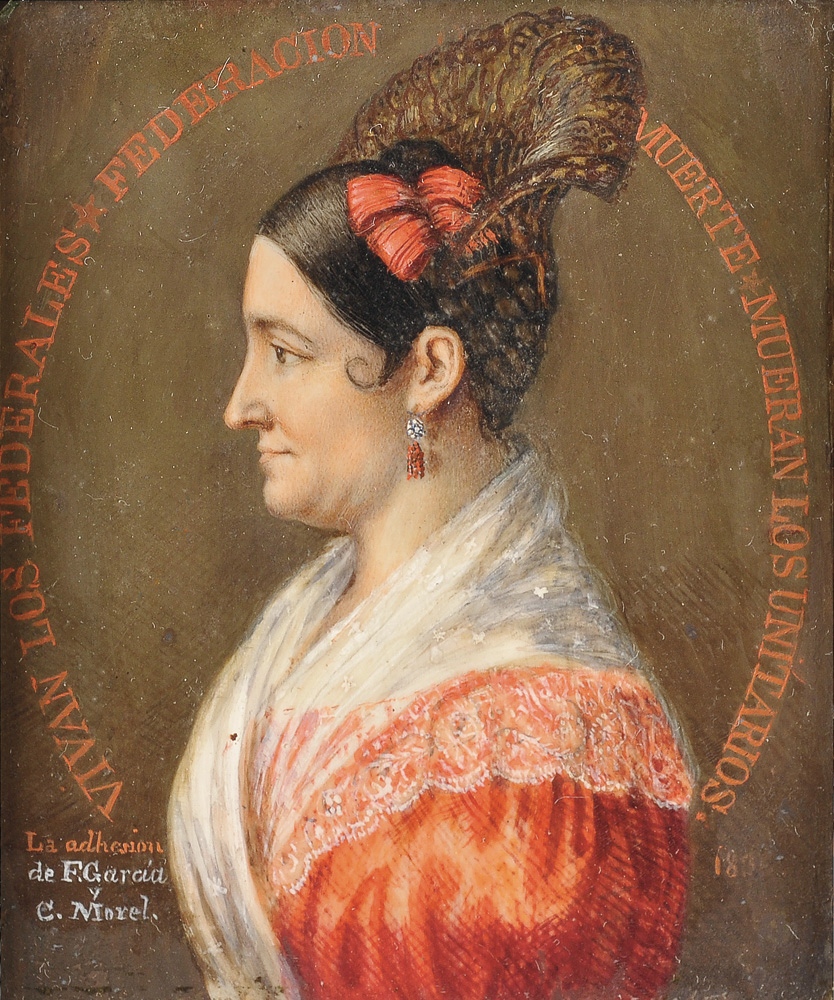
Encarnación Ezcurra adottò il figlio di Manuel Belgrano.

Quando Belgrano fu inviato nell'Alto Perù, María Josefa lo seguì a Jujuy; prese in seguito parte all'esodo dalla città e vide la battaglia di Tucumán. Suo figlio, Pedro Pablo, nacque il 30 luglio 1813; fu presto adottato dalla zia materna Encarnación Ezcurra e da suo marito, Juan Manuel de Rosas, sposato poco prima.
A Tucumán Belgrano incontrò anche María Dolores Helguero, che per un breve momento gli fece considerare l'idea di sposarsi; la guerra lo costrinse però a posporre il matrimonio. María Dolores sposò un altro uomo; la relazione si concluse, ma riprese nel 1818. L'anno dopo, mentre si trovava già gravemente infermo, Manuel Belgrano venne a conoscenza della nascita della figlia avuta da María Dolores, Manuela Mónica del Sagrado Corazón, nata il 4 maggio 1819.
Nessuno dei figli fu riconosciuto da Belgrano nel suo testamento, nel quale scrisse di non avere prole. Tuttavia è opinione generale che non li abbia menzionati per proteggere le loro madri, dal momento che entrambi i figli erano frutto di relazioni che le convenzioni sociali dell'epoca non avrebbero accettato. Chiese tuttavia al fratello Joaquín Eulogio Estanislao Belgrano, nominato suo erede, di provvedere ai bisogni della figlia.

### Malattie
Nel corso della sua vita Belgrano fu colpito da diverse infermità, che sono state registrate dai suoi biografi. Non si hanno notizie di particolari malattie durante l'infanzia o l'adolescenza, mentre all'epoca dei suoi studi in Spagna contrasse il “mal di Castiglia”, chiamato in seguito blenorragia; l'infezione lo costrinse a chiedere diverse licenze all'epoca del Consolato e fu curata dai migliori medici dell'epoca, che gli somministrarono sali e iodio. Nel 1800 patì un'infezione ai condotti lacrimali, per curare la quale fu invitato in Spagna dallo stesso re, che gli concesse un anno di stipendio pagato; il senso del dovere lo spinse a rifiutare l'offerta, e l'infezione si trasformò in una fistola che migliorò col tempo, tanto che alcuni testimoni la definirono quasi impercettibile.
Durante il periodo in cui fu comandante dell'Esercito del Nord, Belgrano soffrì frequenti attacchi nei quali vomitò sangue; uno di questi si manifestò all'immediata vigilia della battaglia di Salta, e solo all'ultimo momento riuscì a salire a cavallo per dirigere le operazioni. Posteriormente il generale continuò a manifestare queste infermità. Durante la sua campagna militare in Alto Perù fu affetto anche dalla malaria, che curò con la china.
Il primo riferimento alla malattia che lo avrebbe portato alla morte è descritto da Belgrano in una lettera del 7 aprile 1819 al colonnello Alvarez Thomas, nella quale lamentava di soffrire di un forte dolore al petto e alla gamba destra che gli impediva di smontare da cavallo senza aiuto. Le dure condizioni di vita peggiorarono rapidamente le sue condizioni di salute, tanto che nel settembre dello stesso anno fu costretto a cedere il comando dell'esercito a Francisco Fernández de la Cruz per tornare a Tucumán, dove sperava che le condizioni climatiche gli portassero sollievo.
Seguendo le descrizioni del patologo Juan Sullivan, alcuni autori sono giunti a diagnosticare un carcinoma epatocellulare; altri invece ipotizzano una cardiopatia organica totale.

## Il pensiero

### Pensiero politico
Manuel Belgrano ebbe una vasta conoscenza delle più importanti discussioni della sua epoca. Studiò in Europa durante la Rivoluzione francese e fu un versatile poliglotta, capace di comprendere lo spagnolo, il francese, l'inglese, l'italiano e altre lingue indigene. Ciò gli permise di leggere numerose opere illuministe e di capire i cambiamenti sociali, economici, tecnici, educativi, politici, culturali e religiosi portati dalle nuove idee. Aiutò a diffondere questi fermenti sia attraverso la stampa che attraverso il suo lavoro al Consolato; inoltre rigettò qualunque prospettiva localistica favorendone una che abbracciasse l'intera America Latina. Fu guidato dal concetto di bene comune, che considerò un valore etico; considerò la salute pubblica, l'educazione e il lavoro componenti del bene comune, così come la religione.
Non condivise completamente le idee della Rivoluzione francese, ma abbracciò quelle più moderate dell'illuminismo spagnolo e fu membro della Massoneria.
 
Rimase monarchico e rimase pervaso da un forte credo religioso, permanendo cattolico e divenendo devoto alla dottrina mariana. Il suo monarchismo non fu di tipo conservatore, ma assunse come proprio modello di stato la monarchia costituzionale britannica.

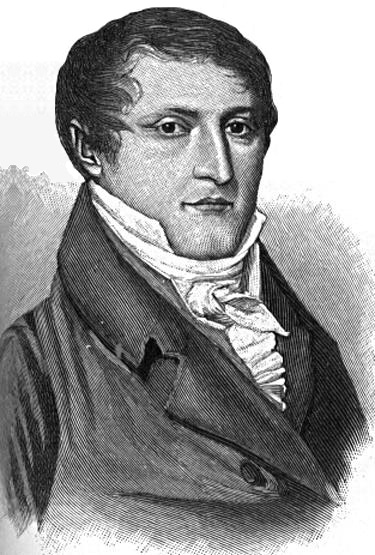
Manuel Belgrano.

Nel campo economico fu influenzato dai principi della fisiocrazia, una dottrina economica che considerava la natura la vera fonte di ricchezza; di conseguenza, molte delle riforme proposte al Consolato furono orientate allo sviluppo di agricoltura, allevamento, produzione di manifatture e libero scambio. Mantenne un intenso contatto con i consolati delle altre città, sviluppando una visione unitaria dell'intero vicereame; ciò lo portò a promuovere la stesura di mappe dettagliate delle estese aree disabitate dei territori sudamericani, che furono in seguito di grande aiuto anche a San Martín durante il suo attraversamento delle Ande. Introdusse nuove coltivazioni e promosse l'allevamento di specie animali autoctone; si occupò inoltre di migliorare l'industria tessile per combattere l'introduzione di manifatture straniere, che venivano introdotte nella colonia tramite il contrabbando.

### La promozione dell'educazione
Manuel Belgrano fu uno dei primi politici a promuovere lo sviluppo di un importante sistema educativo; lo fece fin dalla sua prima relazione presentata alla guida del Consolato di Commercio, nella quale consigliò la creazione di scuole di agricoltura e commercio. Una scuola di agricoltura avrebbe infatti potuto insegnare diversi argomenti, come la rotazione delle colture, la lavorazione dei campi, i metodi di semina e raccolta, la conservazione dei raccolti e l'identificazione di parassiti e malattie. Fino ad allora gli unici tentativi di insegnare i rudimenti dell'agricoltura erano stati fatti dai gesuiti, che erano stati espulsi nel 1767. Si concentrò anche sull'educazione di base, promuovendo la creazione di scuole gratuite per bambini poveri; in queste scuole gli studenti avrebbero potuto imparare l'alfabeto, la matematica e il catechismo. Nel suo pensiero queste istituzioni avrebbero aiutato a diffondere tra la popolazione il culto del lavoro e a combattere la pigrizia.
Promosse anche la creazione di scuole femminili, dove le studentesse avrebbero potuto imparare a leggere e tessere; non era interessato alla formazione di donne intellettuali, ma a prevenire ignoranza e pigrizia, fornendo alle donne gli strumenti per una decorosa esistenza. In accordo con la tradizione cattolica, Belgrano propugnava la separazione dei sessi nelle scuole.
Le sue idee nei confronti dell'educazione continuarono ad ispirare il suo operato anche durante le campagne militari: nel 1813 rifiutò il denaro assegnatogli in seguito alle vittorie di Tucumán e Salta per destinarlo all'istituzione di scuole primarie a Tarija, Jujuy, San Miguel de Tucumán e Santiago del Estero. Le scuole non furono però costruite, e nel 1823 Bernardino Rivadavia dichiarò che il denaro era stato perduto.